# Bitwa pod Szycami
Bitwa pod Szycami – bitwa powstania styczniowego stoczona 7 maja 1863 roku w okolicach wsi Szyce. Starcie odbyło się między oddziałem powstańczym pod dowództwem Józefa Romockiego a oddziałem rosyjskim. Walka zakończyła się przegraną powstańców.

## Przebieg bitwy
Nocą 6/7 maja 1863 roku nowo sformowany w Galicji oddział wkroczył do Kongresówki. W jego szeregach znajdowało się około 300 strzelców i 20 kawalerzystów. Powstańcy po nocnym marszu zatrzymali się w okolicach wsi Szyce na odpoczynek. Rankiem powstańcze czujki dały znać o zbliżaniu się oddziału rosyjskiego od strony Michałowic. Powstańcza piechota rozsypała się w tyraliery i otworzyła ogień do nieprzyjaciela, który utrzymywał pewien dystans do Polaków. Romocki wydał rozkaz do przeprowadzenia szarży kawaleryjskiej na wroga, którą poprowadził porucznik Topór. Moskale utworzyli czworobok i ostrzeliwali polską jazdę. W ślad za kawalerią do ataku na bagnety ruszyli żuawi i strzelcy. Piechotę prowadził sam Józef Romocki oraz mjr Denisewicz. W tym momencie jednak od strony Olkusza ukazały się dwie roty piechoty rosyjskiej razem z kawalerią i armatami, co wywołało zamieszanie w oddziale powstańczym. Niedługo później pokazała się jeszcze jedna kompania rosyjska idąca od strony Skały, której towarzyszył oddział kawalerii. Wobec przewagi rosyjskiej oddział powstańczy zaczął się wycofywać w kierunku granicy galicyjskiej. Ostatecznie pod rosyjskim naciskiem Polacy przeszli do zaboru austriackiego. Tam czekała na nich kompania wojska austriackiego, która część powstańców rozbroiła i aresztowała. Części Polaków udało się jednak rozproszyć w lesie i uniknąć niewoli. Straty polskie wyniosły 10 zabitych i 30 rannych. Rannych udało się unieść do Galicji. Rosjanie w tej bitwie odnieśli straty mniejsze niż Polacy.